# Кареда (природна територія)
Природна територія Ка́реда (ест. Kareda loodusala) — природоохоронна територія в Естонії, у самоврядуваннях Ярва та Пайде повіту Ярвамаа. Входить до Європейської екологічної мережі Natura 2000.

## Основні дані
KKR-код: RAH0000396
Міжнародний код: EE0060104
Загальна площа — 362,8 га, зокрема площа водойм — 0,2 га.
Територія утворена 5 серпня 2004 року.

## Розташування
Природоохоронний об'єкт розташовується на землях, що належать селам Ембра, Єетла, Кагала, Кареда та Суурпалу

## Мета створення
Метою створення території є збереження 4 типів природних оселищ:
| Код   | Тип оселища                                                                 | Площа, га |
| ----- | --------------------------------------------------------------------------- | --------- |
| 7210* | Карбонатні низинні болота з видами Cladium mariscus та Caricion davallianae | 44        |
| 9010* | Західна тайга                                                               | 67        |
| 9050  | Феноскандійські ліси з Picea abies і багатим трав'яним покривом             | 45        |
| 9080* | Феноскандійські листопадні заболочені ліси                                  | 85        |